# カール・ヨネダ
カール・ゴーゾー・ヨネダ（Karl Gozo Yoneda、日本名：米田 剛三（よねだ ごうぞう）、1906年7月15日 - 1999年5月8日）は、アメリカ合衆国の労働運動家、ジャーナリスト、軍人。国際港湾倉庫労働組合設立の際は、主導的な役割を果たした。

## 経歴
カリフォルニア州グレンデールで農業を営む広島県出身の両親のもと、日米両国籍を持つ日系二世として生まれる。父は、当初はハワイへ移住したが、ハワイがアメリカに併合されたことに伴い、アメリカ本土へ再移住したという。
1913年に日本で教育を受けるために、家族全員で日本へ渡るが、直後に父が結核により亡くなってしまう。その後は、米騒動などの出来事に立ち会い、中国新聞の配達員として苦学生活を送りながら、広島中学校に進学した（後に中退する）。この頃から社会主義と無政府主義に傾倒し始め、新聞社の配達員達によるストライキを主導したほか、マルクスやエンゲルス、クロポトキン、バクーニン、エロシェンコらの作品を読み耽るようになった。中でも、エロシェンコには相当な憧れを抱いていたようで、彼が日本から追放された際は、滞在先である北京まで面会に行くため、下関や釜山でアルバイトをして旅費を稼ぎ、ヒッチハイクにより奉天経由で1922年4月16日に北京へ到着し、2か月間彼に師事した後、日本へ帰国した。
帰国後は、数々の労働運動に携わるようになり、貧農の権利向上を主張する雑誌「土」を無許可で出版したことから、警察に逮捕されるなどの憂き目に遭うこととなった。
1926年に、兵役を忌避するためにアメリカへ戻ることを決意したが、帰米後は、2か月間サンフランシスコ湾のエンジェル島にある移民勾留局に収容されることとなった。同年には、尊敬するカール・マルクスに肖って“Karl”という英語名を名乗るようになり、ロサンゼルスで皿洗いと窓拭きの仕事をする傍ら、アメリカ共産党と羅府日本人労働者協会に入り、カリフォルニアの各地で労働運動に参加した。後に、共産党では日本語機関紙である「労働新聞」の主筆を任されることとなった。因みに、ともに日本へ渡った母は、アメリカ国籍が保持していないことから、既に制定されていた「排日移民法」により、アメリカへ戻ることが出来ず、更に息子の兵役拒否によって、それまで住んでいた村を追われ、広島市へ移り住むも、後に広島市への原子爆弾投下によって被曝することとなってしまった。
1929年には、日本による張作霖爆殺事件に抗議する為に日本へ渡り、武装グループを伴うデモ行進などを起こすも、辛うじて逮捕を免れ、アメリカへ帰国した。また、同年にアメリカに帝国海軍の練習艦隊が寄港した際は、日本の軍国主義に反対する内容のビラを撒き、1931年にロサンゼルスでデモ行進を行った際は、警察が赤狩りを目的に設置した“Red Squad”から拷問を受け、独房に拘禁された。その際、釈放時に身元引受人となったエレイン・ブラックと恋に落ちるが、当時のカリフォルニア州では異人種間通婚禁止法により、当初は内縁関係に留まることになった。だが、1935年にシアトルで二人は法的にも結婚することになり、後に長男のトムをもうけた。
1933年にロサンゼルス市議会の前で“Red Squad”の方針に対する抗議声明を述べた直後、ヨネダはエレベーターの中で“Red Squad”により逮捕され、その際に全治3か月の重傷を負うこととなった。入院中、エレインはサンフランシスコにある国際労働弁護団（ILD）で働くこととなり、ヨネダも回復後はサンフランシスコで「労働新聞」の編集長となった。
1934年5月にヨネダ達は、サンフランシスコの港湾労働者のストライキの計画を援助し、彼らとともにストライキにも参加したが、経営者側と警察がストライキの参加者へ発砲するという強硬策に出たことから、2名が死亡し、数名が負傷するという惨事に発展した。同年には、共産党からカリフォルニア州議会選挙に出馬し、当選こそしなかったものの、予想を上回る得票を得る結果となり、日系人社会に僅かながら希望の光を灯すこととなった。
1935年7月25日にモスクワで開催された第7回コミンテルン大会で、反ファシズム戦線の指針となったディミトロフ演説を、当時日本共産党が壊滅していた日本に、エスペラント語訳と英語訳を日本のエンペランティストに送ったのが、ヨネダだとされている。
太平洋戦争の勃発に伴い、1942年にヨネダ一家はマンザナー強制収容所に送られることとなるが、ヨネダは同収容所内で指導者的な役割を果たすようになり、同年11月には陸軍情報部に志願した。大多数の帰米二世とは異なり、「日系アメリカ人こそがファシズムに洗脳された枢軸国を打ち負かすべき」という信条のもと、中国・ビルマ・インドの各戦線では勇敢な活躍ぶりから、勲章を授与されることもあったが、親日派の収容者からは「イヌ」呼ばわりされるようなこともあったという。1945年に、軍を名誉除隊した。
大戦後はカリフォルニアに戻り、ペタルーマで養鶏所を経営するようになったが、1957年からは再びサンフランシスコで労働運動をするようになった。1960年代になると、日系アメリカ人の歴史や労働運動に関する著作を発表し始め、カリフォルニア大学バークレー校で講義を行うようにもなった。
1972年にリタイアを宣言した後も、人権活動に携わるほか、自叙伝を執筆するなどの活動を続け、1999年に亡くなった。

## 著作
- 『在米日本人労働者の歴史』（新日本出版社、1967年）
- 『がんばって―日系米人革命家60年の軌跡』（大月書店、1984年）
- 『マンザナー強制収容所日記』（PMC出版、1988年、ISBN 978-4-89368-210-9）
- 『アメリカ一情報兵士の日記』（PMC出版、1989年、ISBN 978-4-89368-211-6）